# دسوتو (تگزاس)
دسوتو، تگزاس(به انگلیسی: DeSoto, Texas) شهری در ایالت تگزاس از ایالات جنوبی ایالات متحده آمریکا است. در سرشماری سال ۲۰۰۰، جمعیت این شهر ۳۷۶۴۶ نفر اعلام شد.